# Annales royales hittites
Pour les articles homonymes, voir Annales (homonymie).

Les Annales royales hittites sont des textes racontant les campagnes militaires entreprises par les souverains Hittites, année par année. Elles trouvent leur origine dès le règne de Hattusili Ier, fondateur du royaume hittite qui relate ses exploits dans plusieurs textes. C'est avec Mursili II que les annales royales hittites connaissent leurs meilleurs exemples : le roi fait rédiger les annales de son père, Suppiluliuma Ier, ainsi que les siennes.
Extrait des annales décennales de Mursili II (CTH 61.1), sa première année de règne : 
(An 1) Le Gasga du pays de Durmitta ouvrit les hostilités contre moi, le Gasga vint même ensuite me livrer bataille et [il se mit] à harceler le pays de Durmitta. (Moi,) Mon Soleil, J'allai contre lui. [Hali]la et Duddusga qui étaient des chefs(-lieux) du pays gasga, Je les attaquai, je leur enlevai des déportés, du bétail gros et menu, et Je les expédiai à Hattusa. Quant à Halila et Duddusga, Je (les) Incendiai.
Or, lorsque le pays gasga apprit la destruction de Halila et de Duddusga, le pays gasga tout entier accourut en renfort [et i]l vint me livrer bataille. (Moi), Mon Soleil, Je le combattis. La déesse Soleil d' Arinna, [ma Dame], le dieu de I'Orage Muwatalli, mon Seigneur, Mezzulia, les dieux tous ensemble marchèrent devant moi; je vainquis les renforts [du p]ays gasga et je les écrasai. Le Gasga [du pays d]e Durmitta fut réduit à nouveau pour la seconde fois en sujétion [et] ils se mirent à [me] livrer régulièrement [des troupes].

Ensuite (moi) [Mon Soleil, je r]evins. Et comme le Gasga du pays d'Ishupitta [avait ouvert les hostilités] contre moi et (qu')il ne me livrait (plus) de troupes, (rnoi) Mon Soleil, [j'allai] au pays d'Ishupitta. J'attaquai [X-]humessena, je lui [enlevai] des déportés, du bétail gros et menu, et Je les expédiai à Hattusa ; quant à la ville, je l'incendiai. Je réduisis à nouveau pour la seconde fois le Gasga [du] pays d'Ishupltta en sujétion et [ils se mi]rent à me [livrer régulièrement] des troupes. Et j'ai accompli cela en un an. 